# Lago Santo modenese
Il Lago Santo modenese è un lago montano che si trova in provincia di Modena.

## Geomorfologia
Il lago si trova a quota 1.501 m s.l.m. ed è il maggior lago naturale dell'Appennino modenese ed il secondo, superato di poco dall'omonimo parmense, dell'intero Appennino settentrionale: ha un perimetro di 1250 m, una lunghezza di circa 550 m e la sua superficie misura 58.000 m2 mentre la sua massima profondità è di circa 20 metri, riscontrabile nel settore sottostante la parete del Monte Giovo; il suo invaso è di circa 450.000 m3.
Il Lago Santo è alimentato da tre immissari: uno scende dalla Boccaia, un altro dalla costiera della Serra e il terzo dal terrazzo della Borra dei Porci; c'è invece un unico emissario posto all'estremità sud nei pressi del Rifugio Vittoria. Il lago ha un'origine mista, glaciale e di frana: circa 150 m sopra la superficie si trova una terrazza pensile, chiamato Borra dei Porci, che rompe l'uniformità della grandiosa parete orientale del Monte Giovo: questa terrazza ha una larghezza di 150 m e una lunghezza di 600 m, è ampia ed erbosa ed è percorsa da un piccolo rio che precipita nelle acque del lago. Gli abitanti di Tagliole la chiamano Pianelli (Pianee nel loro dialetto).

## Accessibilità

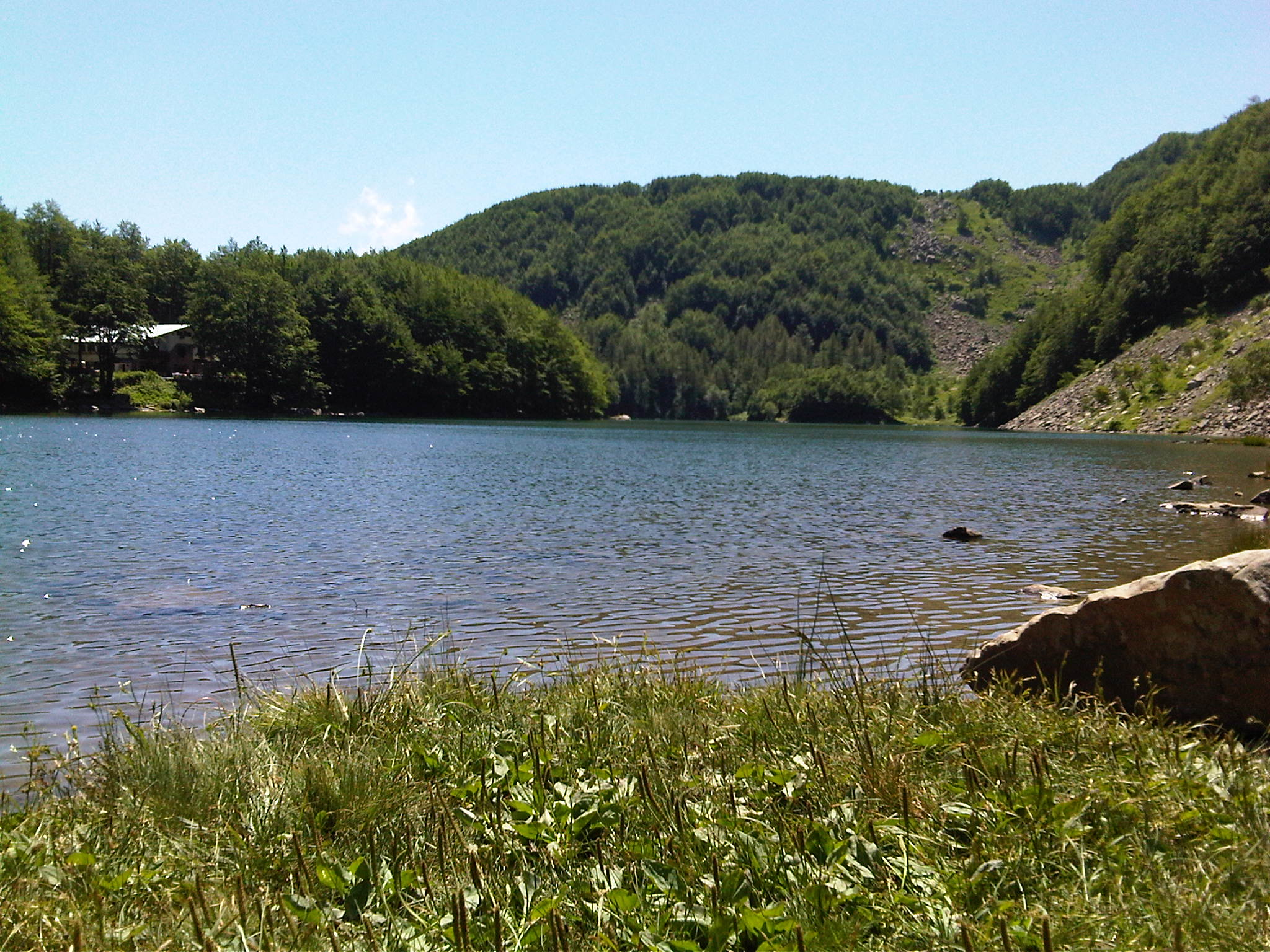
Il Lago Santo visto dalla riva settentrionale

Si raggiunge da Pievepelago seguendo le indicazioni per il paese di Tagliole e per il Lago Santo. Da alcuni anni è stata aperta un'altra strada per chi proviene dall'Abetone; in località Dogana Nuova si può girare a sinistra (seguendo le indicazioni per il Lago Santo): con questa strada, superato sulla destra il massiccio del Monte Modino, si attraversa la Valle delle Tagliole ed i piccolissimi borghi di Rotari, Ronchi e Ca' di Gallo. A pochi minuti di cammino dalle rive del lago si trova un grande parcheggio: questa zona si chiama "Pian de remi" perché da qui transitava l'antica Via dei remi cioè quella strada dove transitavano i tronchi d'albero tagliati all'Abetone e a Cutigliano che dovevano arrivare al mare per essere destinati a divenire remi per le grandi navi.

## Storia
Il lago faceva parte del territorio della comunità di Barga, cittadina della Val di Serchio. Quando Barga, poco prima della metà del XIV secolo, passò dalla Repubblica di Lucca a quella di Firenze, anche il lago entrò nei possedimenti dello stato fiorentino, per poi passare al Granducato di Toscana. La comunità di Barga rimase infatti per circa cinque secoli una exclave tutta circondata dai territori lucchesi e modenesi. Solo alla fine del 1847, con l'abdicazione di Carlo Lodovico di Borbone al trono del Ducato di Lucca avvenne l'annessione di quest'ultimo stato alla Toscana; in conseguenza di tale annessione entrò in vigore il trattato di Firenze, che prevedeva una serie di aggiustamenti di confine nelle valli del Serchio e del Magra. Tra queste modifiche di confine vi fu anche il passaggio delle valli transappenniniche di Barga sotto la sovranità del Ducato di Modena, in tal modo il Lago Santo ed estesi territori che lo circondano finirono nel ducato estense e da questo, con l'unità italiana, alla Provincia di Modena. Nonostante questo il Comune di Barga chiese ed ottenne che i territori già nelle valli transappenniniche venissero riconosciuti ai cittadini di Barga quali usi civici, situazione che tuttora perdura.